# Jerome Kilty
Jerome Kilty (24 de junio de 1922 – 6 de septiembre de 2012) fue un actor y dramaturgo de nacionalidad estadounidense. Escribió Querido mentiroso, una obra representada con éxito en Nueva York, basada en la correspondencia entre el famoso dramaturgo George Bernard Shaw y la actriz Mrs. Patrick Campbell. Trabajó extensamente en el teatro, tanto dentro como fuera de los Estados Unidos.

## Biografía

### Inicios
Su nombre completo era Jerome Timothy Kilty, y nació en Baltimore, Maryland. De ascendencia irlandesa, se crio en la Reserva India Pala, en el Condado de San Diego, en California. Estuvo casado con la actriz Cavada Humphrey (17 de junio de 1919 – 11 de julio de 2007), que era tres años mayor que él, desde el 11 de mayo de 1956.

### Carrera
Además de la mencionada, fue autor de otras destacadas obras dramáticas, entre ellas Dear Love, una historia de amor basada en los poemas y cartas de Robert y Elizabeth Barrett Browning, The Ides of March, sobre los hechos ocurridos hacia el fin del Imperio Romano, y The Little Black Book. Su pieza Look Away, basada en el libro Mary Todd Lincoln, de Justin y Linda Levitt, se ambienta en un asilo, y explora la vida del personaje del título. Protagonizada por Geraldine Page, se cerró tras 24 preestrenos y una única representación, pero Maya Angelou fue nominada al Premio Tony a la mejor actriz de reparto en una obra de teatro. 
En los primeros días de la televisión, Kilty actuó en numerosos programas, entre ellos The United States Steel Hour, Kraft Television Theatre, The Alcoa Hour, Westinghouse Studio One, y Hallmark Hall of Fame. 

### Sudáfrica
Kilty y Humphrey viajaron en gira por el mundo representando Querido mentiroso a partir de 1964. También fueron la primera pareja en viajar internacionalmente con la obra ¿Quién teme a Virginia Woolf?, incluyendo representaciones en Sudáfrica. A petición de Edward Albee, Virginia Woolf solo se representó ante públicos integrados. La obra se estrenó en Port Elizabeth y pasó después a Durban, recibiendo críticas favorables y desfavorables en ambas ciudades, con una respuesta más negativa en Durban. En la más cosmopolita Johannesburg, la prensa fue más positiva. Pero el gobierno recibió cartas de protesta, por lo que Johannes de Klerk, entonces ministro de interior sudafricano, ordenó suspender las representaciones en Johannesburg mientras se esperaba un informe del Comité de Censura que asegurara que la pieza "no era contraria al interés público o el bienestar moral".
Jerome Kilty falleció en el año 2012 en Norwalk, Connecticut, a causa de un fallo cardiaco.